# Nakło nad Notecią
Nakło nad Notecią (in tedesco Nakel an der Netze) è un comune urbano-rurale polacco del distretto di Nakło, nel voivodato della Cuiavia-Pomerania.
Ricopre una superficie di 186,97 km² e nel 2007 contava 23 687 abitanti. È situato sul fiume Noteć.